# 莱尼亚诺战役
莱尼亚诺战役（義大利語：Battaglia di Legnano）是发生于1176年5月29日的一场战役，交战的双方是“红胡子”腓特烈一世率领的神圣罗马帝国军队与伦巴底同盟联军。同盟军最终获得胜利，而腓特烈在战役中险些丧命。

## 伦巴底同盟
伦巴底同盟在维罗纳同盟的基础上，成立于1167年。这是伦巴底地区的城市为了对抗神圣罗马皇帝“红胡子”腓特烈一世而组成的一个互保军事同盟。城市代表们在伦巴底的小市镇蓬蒂达宣誓，同盟正式成立。
在教皇亚历山大三世的军队在1167年与帝国军队的蒙泰波尔齐战役中遭受惨重失败之后，伦巴底同盟成为继续与皇帝正面对抗的唯一力量，并因此得到教皇的大力支持。

## 腓特烈的第五次意大利远征
1174年9月，腓特烈开始了他的第五次意大利远征，以期结束伦巴底地区持续的叛乱并解决他与教皇长期以来的争执。腓特烈率领由8,000名骑士组成的军队翻越了阿尔卑斯山，于9月底到达皮埃蒙特。腓特烈的表弟狮子亨利与他的军队再一次排除在帝国的远征军之外。腓特烈意图报复苏萨在1168年的背叛，在9月30日他的军队占领并焚毁了这座城市。他的下一个目标是阿斯蒂镇，并在七天的围城之后成功攻下。10月，腓特烈终于获得了来自波希米亚的帝国援军。迫于腓特烈不断取得胜利的压力，蒙费拉侯爵威廉与比亚恩德拉泰伯爵退出了伦巴底同盟。

## 亚历山德里亚之围
对亚历山德里亚的围困是腓特烈的第五次远征中的重要事件，这是一次明确的复仇行动，目标是彻底毁灭伦巴底同盟并免除教皇亚历山大三世的职务。作为他的下一个目标的亚历山德里亚由米兰的难民建立，他们逃脱了腓特烈的军队在1162年对米兰城的焚毁，并以教皇亚历山大三世的名字为城市命名。对这座“稻草城”（由于所有房屋的屋顶都铺有稻草而得名）的围攻始于10月底。出乎腓特烈的预料，他的军队无法攻克城市，因此不得不在城下过冬，这令他感到十分愤怒。在圣周六（即复活节的前一天），帝国军试图通过挖地道的方式进入城市，但进攻被米兰人击退并遭受巨大损失。亚历山德里亚最终未被攻克，这也是伦巴底同盟的第一场胜仗。由于前来解围的伦巴底联军即将抵达，腓特烈被迫放弃围攻，撤至帕维亚。

## 蒙泰贝洛谈判
1175年，腓特烈与伦巴底同盟代表在蒙泰贝洛城堡进行和谈，但在长时间的交涉后，谈判最后无果而终。腓特烈知道一场大战即将到来，因此前往基亚文纳向狮子亨利寻求帮助。但亨利拒绝了腓特烈的请求，因为他认为腓特烈的战败会为他带来更大的好处。腓特烈因而给妻子貝亞特麗絲皇后写信寻求援军。

## 战役经过
在经历亚历山德里亚的败仗、蒙泰贝洛的失败和谈、亨利的拒绝后，腓特烈终于获得了一些好消息——来自德意志的援军。
援军穿过卢克马尼尔山口，在1176年4月到达科莫湖地区。腓特烈本人、海因斯贝格的腓力一世以及马德堡大主教维克曼秘密地从帕维亚沿提契诺河前去会见援军，并将其引来加入他的主力军队。腓特烈总共获得了来自16名德意志领主的1,000名骑士和1,000名步兵。在科莫，来自伦巴底的帝国盟友将援军人数扩大至3,000名骑士和步兵。尽管如此，这支帝国军还是主要由德意志骑士的骑兵力量组成。
米兰人得知了腓特烈的计划，积极备战。他们建造了一辆军旗战车（Carroccio），即由公牛牵引的宗教性战车，并在上面装饰了米兰的旗帜以及竖有米兰大主教阿里贝特的十字架的圣坛。在1083年，阿里贝特曾经率领米兰军成功抵御了皇帝康拉德二世的进攻，在此之后他的十字架便成为对帝国的胜利的象征。根据米兰史学家塞尔·雷欧的记载，同盟军包括900名米兰的骑士以及约550名来自其他三个城市的骑士，其他的军队则是步兵。根据后来的编年史记载，“死亡联队”是当时的一个步兵单位，由阿尔贝托·达·朱萨诺率领（他实际上是虚构的人物），组成了同盟军步兵的主力。
当腓特烈与他的援军仍在返回帕维亚的主力驻地的路上时，伦巴底同盟在奥洛纳河西岸部署了3,500人的部队。步兵主力，以及米兰的军旗战车，位于波萨诺的一处被匆忙加强的阵地。伦巴底人知道腓特烈将会绕开这里，但并没有意识到腓特烈与他们有多么接近。在5月29日的黎明，伦巴底人派出了由700名骑兵组成的侦察队，与此同时，皇帝已经度过了奥洛纳河，并从卡伊拉泰由南进军，位于布斯托-阿西齐奥西北五英里的位置。
战斗从这里正式开始。同盟军的侦察队遭遇了帝国军的300名先头部队。双方的交战十分短暂与血腥，当腓特烈的大军出现于地平线时，伦巴底人的侦察队撤向波萨诺。于是腓特烈的帝国军向波萨诺附近的莱尼亚诺的伦巴底同盟军队发起了大举进攻。尽管伦巴底人的骑兵数量较多，但很快被打散，留下步兵与战车独自战斗。腓特烈向战车的位置发起进攻，命令他的骑兵冲击同盟军的步兵和死亡联队。
M.B. Synge如此记述死亡联队：“死亡联队的900名士兵保卫着神圣的战车，他们看到德国人逼近时，突然膝盖着地，向上帝发誓他们会为保卫自己国家而献身。”
同盟军的步兵按照方阵编队列阵。战车周围的战斗耗时长久，十分惨烈，伦巴底同盟的步兵在此把帝国军拖入僵局。最终，同盟军得到了重整旗鼓的骑兵的援助，与此同时布雷西亚的骑士也收到先前的侦察队的求援赶至战场，他们一起从背后袭击了帝国军的阵线。
最终决定战局的攻击来自布雷西亚援军，他们撕破了帝国军的阵线，并直接袭击腓特烈的本阵。在战斗中，腓特烈的护卫队与护旗手阵亡，皇帝本人也摔下马，身受重伤。帝国军士兵认为他们的皇帝已经战死，纷纷慌忙逃窜，被同盟军的骑兵一直追过了提契诺河。帝国军的指挥官们试图重整部队，但这只是徒劳。同盟军获得了大量的战利品和俘虏。

## 影响
在这次战役后，腓特烈在伦巴底地区的统治被完全摧毁。成功逃脱的骑士们聚集于帕维亚，把他们认为的腓特烈的死讯带给貝亞特麗絲皇后。貝亞特麗絲与整个帝国哀悼皇帝的死亡，但几日后皇帝竟然出现在帕维亚的城门下。
H·E·马歇尔记述道：“随后，令所有人欣喜若狂的是，三天后巴巴罗萨突然出现在帕维亚的城门前。尽管他受了伤，满身红肿，九死一生，但腓特烈并没有被杀死。”
伦巴底同盟的胜利迫使腓特烈前往威尼斯寻求和平。在1177年的《威尼斯和约》中，腓特烈与教皇亚历山大三世握手言和。皇帝承认教皇对教皇国的统治权，作为交换，亚历山大承认皇帝对帝国教会的控制权。威尼斯和约由马德堡的维克曼大主教一手促成，他也同样经历了莱尼亚诺的惨败。因为由对立教宗帕斯卡尔三世所主持的加冕礼被宣布无效，貝亞特麗絲也自此失去皇后称号。和约还规定，如果腓特烈去世，默认将作为新君的摄政母后成为神圣罗马帝国实际执政的贝亚特丽丝仍然要遵守。然而伦巴底的城市联盟一直与皇帝对抗到1183年，在《康斯坦茨和约》中，腓特烈承认伦巴底城市自主选举城市地方官员的权力。和约的条文被刻在青铜的碑上。
腓特烈并未原谅狮子亨利在1176年拒绝援助的行为。由于其他德意志诸侯同样对亨利不满，在获得他们的支持后，1180年的主教和诸侯会议上，腓特烈在亨利缺席的情况下宣布帝国的法律高于传统的德意志继承法，剥夺了亨利的领地并将他放逐。
1186年1月27日，腓特烈的儿子亨利六世与西西里的康斯坦丝在米兰成婚，这意味着和平终于真正到来。

## 战场的位置

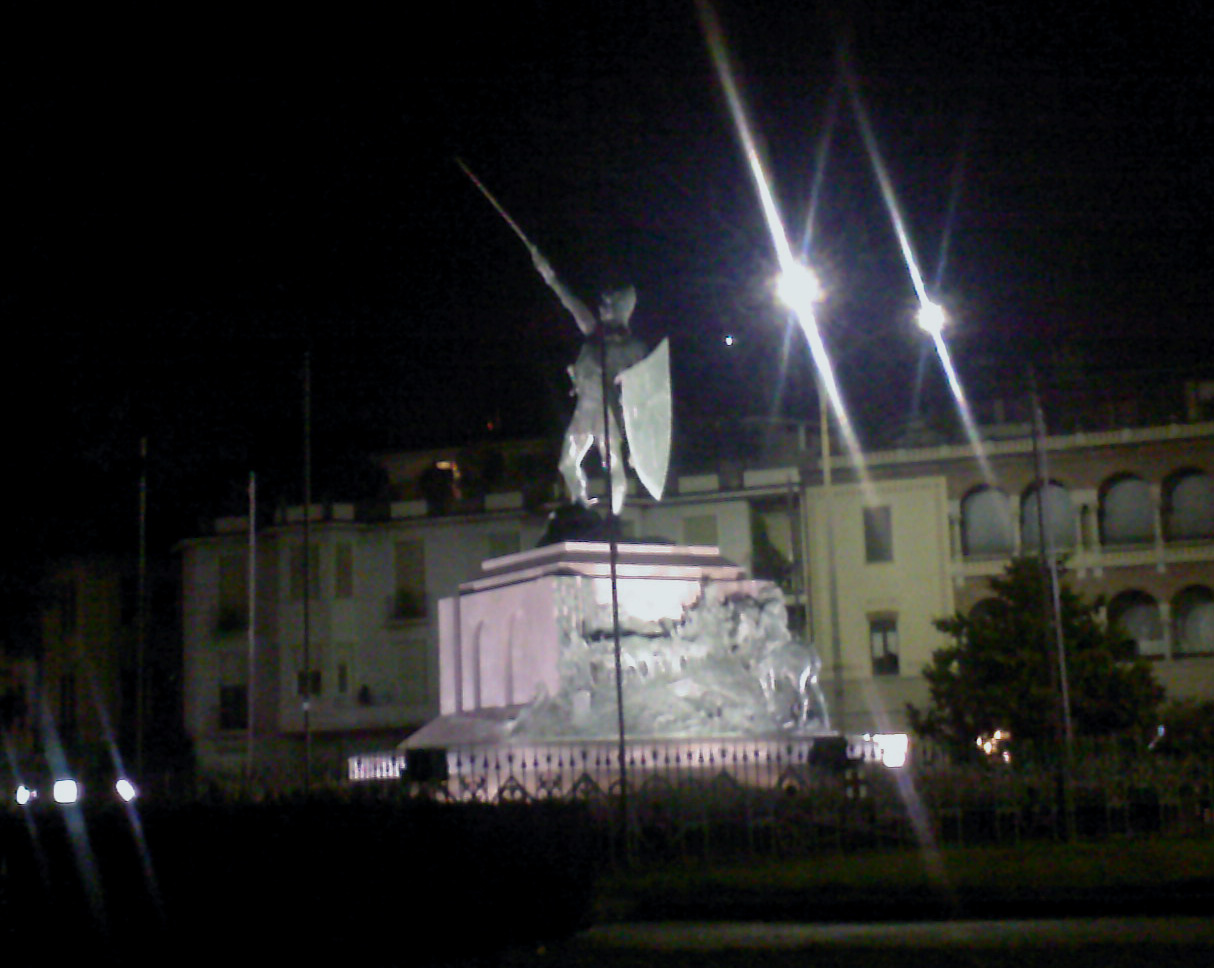
为纪念莱尼亚诺战役而竖立的阿尔贝托·达·朱萨诺纪念碑，位于米兰省

传统上这场战役一直以莱尼亚诺命名，因为同盟军从这座城镇出发。事实上，根据当地的历史学家考证，战场实际位于莱尼亚诺以西几公里的地方，现在的维拉科尔泰塞小镇与波萨诺（布斯托-阿西齐奥的一个周边城镇）的地方。

## 与加里波第的关联
在1848年8月3日发布于贝尔加莫的一份公告中，革命领袖加里波第将历史上的莱尼亚诺战役作为对他自己的意大利统一事业的激励：“贝尔加莫会成为当代的蓬蒂达，而上帝会为我们带来一场莱尼亚诺！”